# Hans Appenzeller
Hans Appenzeller fue un deportista suizo que compitió en remo. Ganó una medalla de oro en el Campeonato Europeo de Remo de 1932, en la prueba de dos sin timonel.

## Palmarés internacional
| Campeonato Europeo | Campeonato Europeo    | Campeonato Europeo | Campeonato Europeo |
| Año                | Lugar                 | Medalla            | Prueba             |
| ------------------ | --------------------- | ------------------ | ------------------ |
| 1932               | Belgrado (Yugoslavia) | Medalla de oro     | Dos sin timonel    |